# The Rooftop Singers
The Rooftop Singers fue un trío de cantantes folk formado a principios de la década de los 60, conocidos por su exitoso sencillo "Walk Right In". El grupo estuvo compuesto por Erik Darling, Bill Svanoe y la cantante de jazz Lynne Taylor.

## Historia
Darling se unió al grupo en junio de 1962 para grabar una versión del tema de Gus Cannon de 1929, "Walk Right In". El trío realizó la grabación para Vanguard Records, con una letra renovada y nuevos arreglos musicales que incluían una guitarra de doce cuerdas. El disco supuso el mayor éxito de la historia de la compañía discográfica.
En los Estados Unidos, el tema alcanzó el número 1 del Billboard Hot 100 chart durante dos semanas a principios de 1963. Se mantuvo cinco semanas en lo más alto de la lista Easy Listening chart. Además, "Walk Right In" entró en las listas R&B chart (alcanzando el número 4) así como en la lista country music chart (alcanzando el número 23). El sencillo también llegó al número uno en Australia on the Kent Music Report en 1963, y entró en el  Top 10 del UK Singles Chart en el Reino Unido. El sencillo superó el millón de copias vendidas, recibiendo un disco de oro.
El álbum en el que fue incluida la canción fue también titulado Walk Right In, y fue nominado a un Premio Grammy en la categoría Best Folk Recording. El grupo tuvo muchas influencias del ragtime, el blues y otros grupos contemporáneos de folk, como The Weavers, la banda a la que Darling había pertenecido antes de unirse a the Rooftop Singers.
El grupo actuó en el Newport Folk Festival de 1963. Vanguard les publicó varios éxitos comerciales más, como "Tom Cat" (número 20 en mayo de 1963). Cediendo a las presiones de su marido, Taylor dejó el grupo al poco de publicar su segundo álbum, Good Time!. Darling y Svanoe reclutaron entonces a Mindy Stuart para sustituirla. Con esta formación grabaron su último álbum, Rainy River. Patricia Street reemplazó a Stuart poco antes de la disolución de la banda en 1967. Darling y Street continuaron como dúo durante los primeros años 70, grabando el álbum The Possible Dream.
Lynne Taylor (nacida en 1928) falleció en 1982 a la edad de 54 años. Erik Darling falleció el 3 de agosto de 2008, con 74 años, en Chapel Hill, Carolina del Norte, víctima del linfoma de Burkitt.